# Теодор Теодорідіс
Теодор Теодорідіс (грец. Θεόδωρος Θεοδωρίδης, нар 1 серпня 1965, Афіни) — грецький футбольний функціонер.

## Біографія
До приходу в УЄФА, Теодорідіс був членом правління Грецької Федерації футболу З січня 2008 року став працювати в УЄФА, спочатку як директор відділу національних федерацій, а пізніше — заступник Генерального секретаря з жовтня 2010 року.
В березні 2016 року Теодорідіс був призначений тимчасовим Генеральним секретарем УЄФА, замінивши Джанні Інфантіно, що став президентом ФІФА У вересні 2016, коли президентом УЄФА став Александер Чеферін, Теодорідіс залишився Генеральним секретарем на постійній основі. Перш ніж стати Генеральним секретарем,

## Особисте життя
Його батько, Саввас Теодорідіс, був футболістом, грав за «Олімпіакос» та збірну Греції, а потім працював у правлінні «Олімпіакоса» .